# Graine de cocker
 (avril 2022).
Si vous disposez d'ouvrages ou d'articles de référence ou si vous connaissez des sites web de qualité traitant du thème abordé ici, merci de compléter l'article en donnant les références utiles à sa vérifiabilité et en les liant à la section « Notes et références ».
Graine de cocker est le 31e album de la série de bande dessinée Boule et Bill, dessiné par Laurent Verron. L'ouvrage est publié en 2007.

## Présentation de l'album
Boule est un enfant roux jovial, vêtu d’une salopette bleue, maître de Bill, un chien fou et jovial, également roux, muni d’un flair acéré en matière d’os et d’une paire d’oreilles très pratiques, faisant preuve d’une fidélité sans faille envers son jeune maître.

## Personnages principaux
- Boule, le jeune maître de Bill, jamais à court d'idées lorsqu'il s'agit d'aventures ;
- Bill, le cocker roux susceptible et farceur ;
- Caroline, la tortue romantique amoureuse de Bill ;
- Pouf, le meilleur ami de Boule, qui entretient des rapports conflictuels avec Bill ;
- Les parents de Boule, toujours présents pour surveiller les activités.

### Articles externes
- « Boule et Bill -31- Graine de cocker », sur bedetheque.com.
- Boule et Bill - Tome 31 : Graine de cocker sur dargaud.com (consulté le 13 mars 2022).